# 1號國道 (柬埔寨)

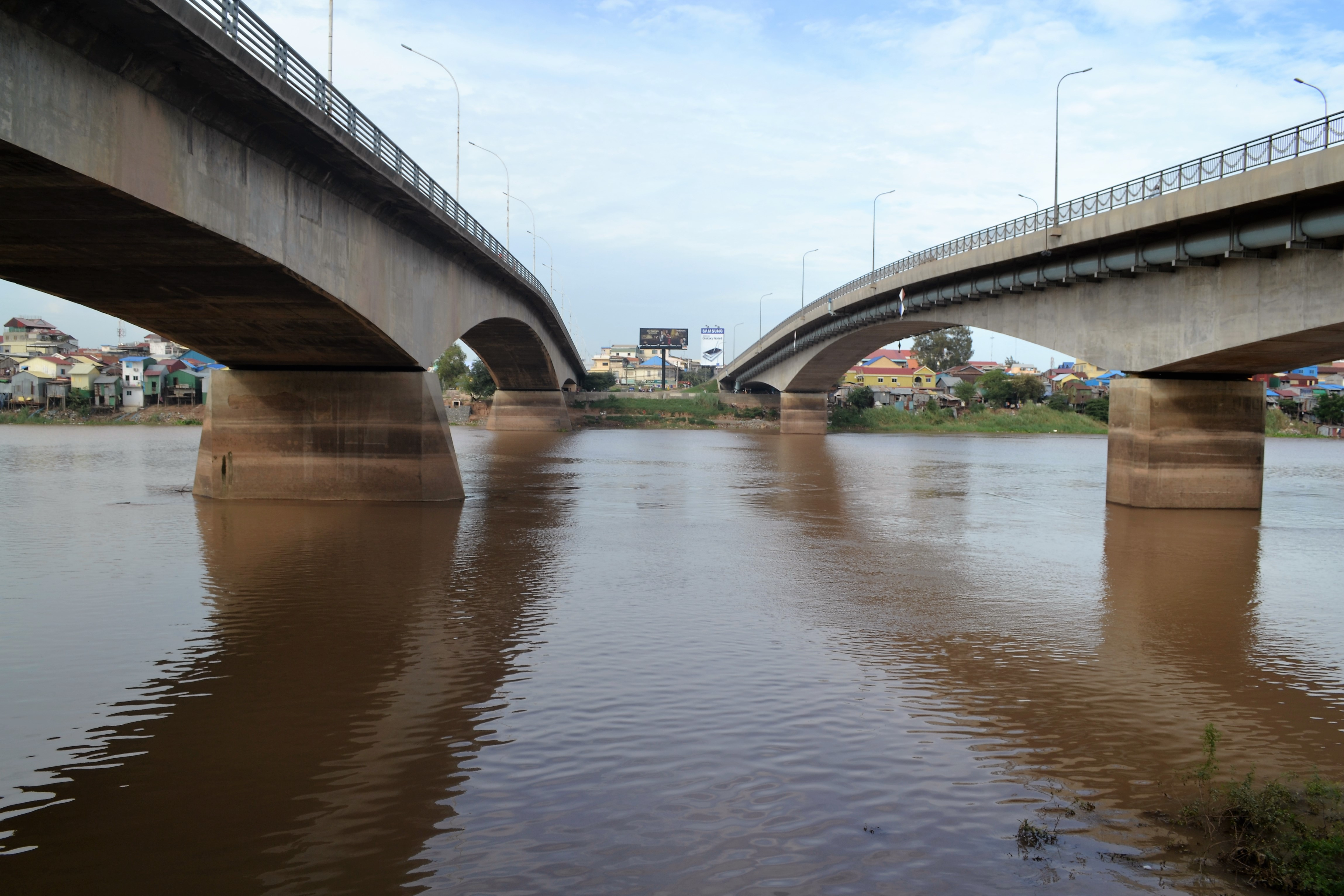
1號國道（莫尼旺大橋）

1號國道是柬埔寨一條國家級公路，西起首都金邊，越湄公河，東至柴楨省、越南邊境上的巴域口岸，全長167.1公里，是亞洲公路1號線的一部份。公路在莫尼旺大橋與2號國道相交，在巴域與越南國道22號相接。